# Heteropterys bullata
Heteropterys bullata är en tvåhjärtbladig växtart som beskrevs av André M. Amorim. Heteropterys bullata ingår i släktet Heteropterys och familjen Malpighiaceae. Inga underarter finns listade i Catalogue of Life.